# Megapenthes lepidus
Megapenthes lepidus là một loài bọ cánh cứng trong họ Elateridae. Loài này được LeConte miêu tả khoa học năm 1884.